# Ліндау (Баварія)
Ліндау (нім. Lindau) — місто в Німеччині, у землі Баварія. Підпорядковане адміністративному округу Швабія. Входить до складу району Ліндау. Населення становить 24 454 осіб (на 31 грудня 2012 року). Займає площу 33,18 км2. Офіційний код 09 7 76 116.
Місто поділяється на 6 міських районів.

## Географія
Сучасна частина міста розташована на березі Боденського озера при впаданні в неї річки Лайблах, що розділяє Баварію та Австрію, а історична частина міста — на однойменному острові площею 0,68 км2, з'єднаному з берегом мостом і дамбою. Ліндау знаходиться неподалік від стику австрійських, німецьких і швейцарських кордонів поблизу південно-східного краю озера, навпроти гори Пфендер в Австрії.

## Історія
Назва Ліндау вперше згадується в документі 882 року, де чернець з Санкт-Галлену пише, що Адальберт, граф Раетіа, заснував жіночий монастир на острові. Але район міста був заселений набагато раніше, залишки раннього римського поселення 1-го століття були знайдені в районі Ешах.
У 1180 була заснована церква Святого Стефана. У 1224 францискани заснували монастир на острові. У 1274 / 75 роках Ліндау стало імперським Вільним містом при королі Рудольфі I. У 1430 році, близько 15 євреїв Ліндау були спалені на багатті за звинуваченням у вбивстві християнської дитини. У 1528 році Ліндау прийняло протестантську Реформацію. Після Тридцятирічної війни, в 1655 році, був проведений перший Lindauer Kinderfest (дитячий фестиваль) в пам'ять про час війни.
Після розпуску Священної Римської імперії Ліндау втратило свій статус імперського Вільного міста в 1802 році. У 1804 році місто було під владою Австрії, але наступного року повернулось в Баварію.
У 1853 році була побудована гребля для прокладання залізниці з Мюнхена на острів. У 1856 році був побудований новий порт, з характерною пам'яткою, скульптурою лева.
Після Другої світової війни Ліндау потрапило під владу французької адміністрації і було включено спочатку у Вюртемберг-Гогенцоллерн, а потім у Баден-Вюртемберг. У 1955 році Ліндау повернулось до Баварії.
Ліндау має популярність серед туристів і відпочивальників завдяки середньовічному центру та Боденському озеру. З 1951 року у місті проходять конференції лауреатів Нобелівської премії.

## Галерея

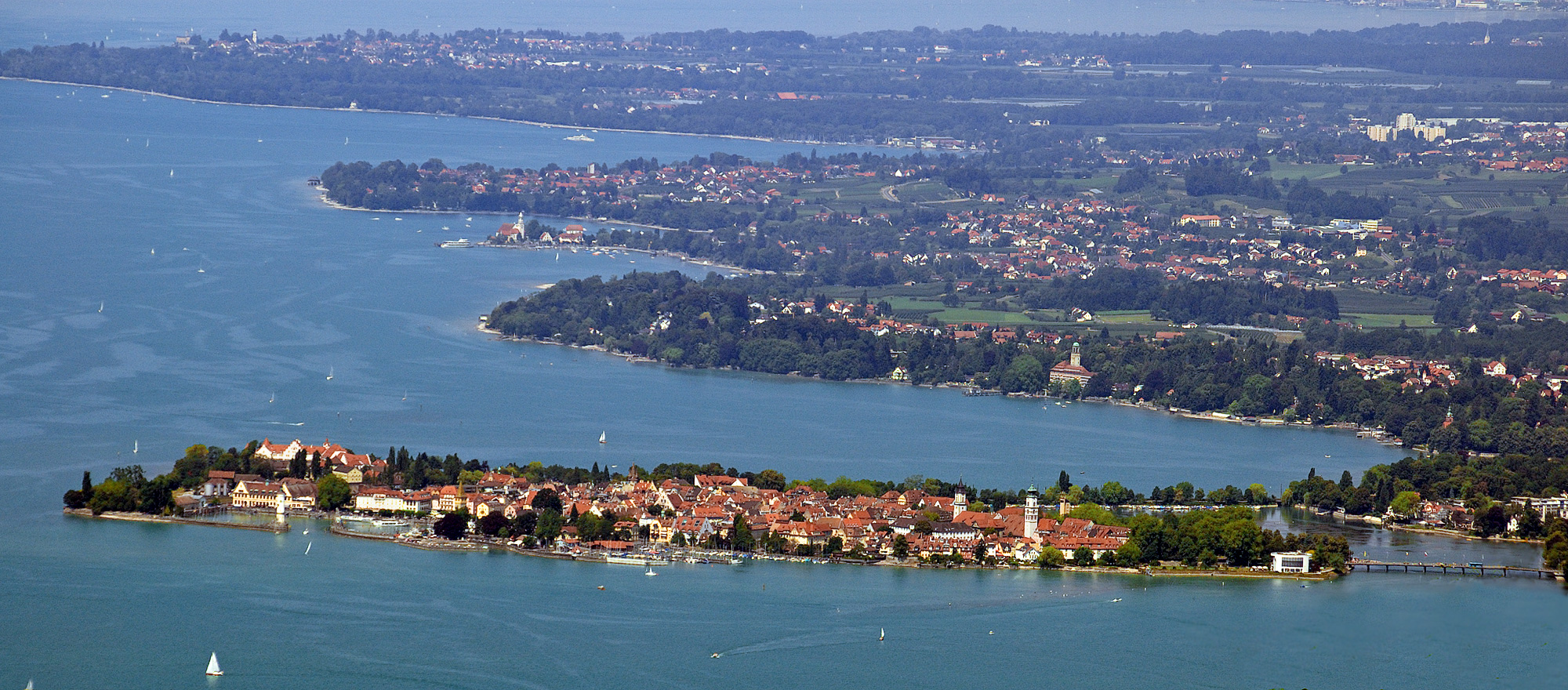
Вид на Ліндау
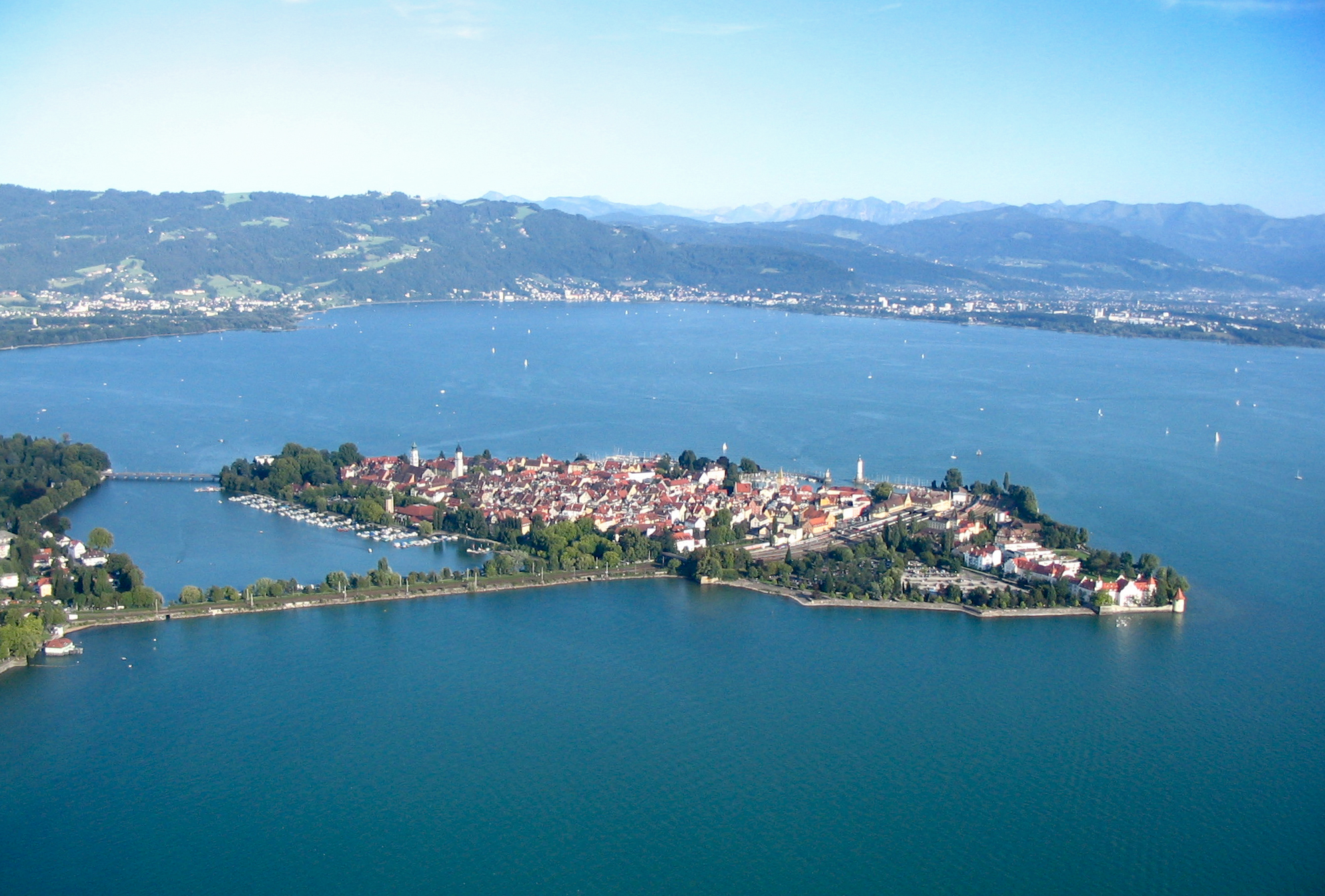
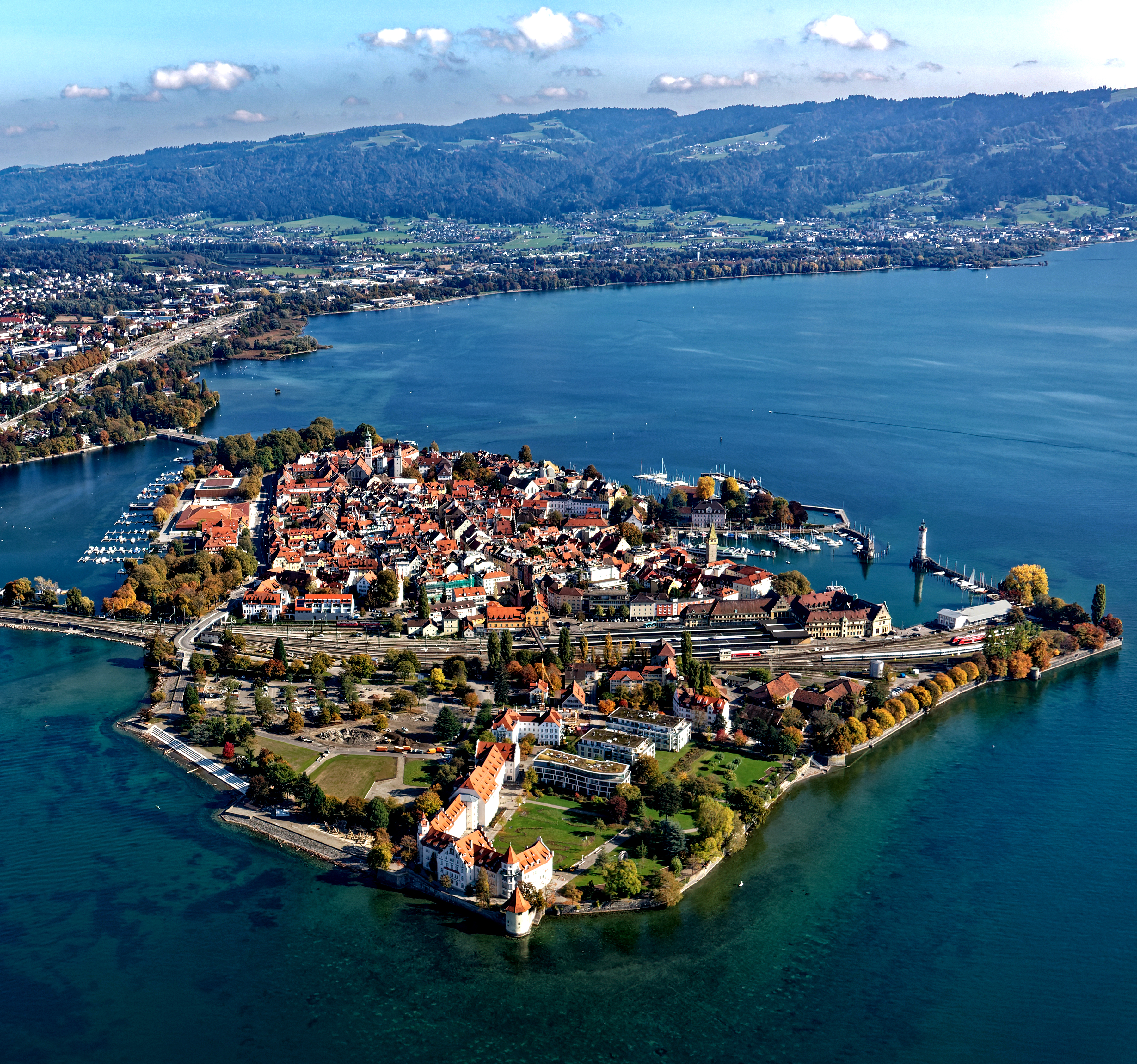
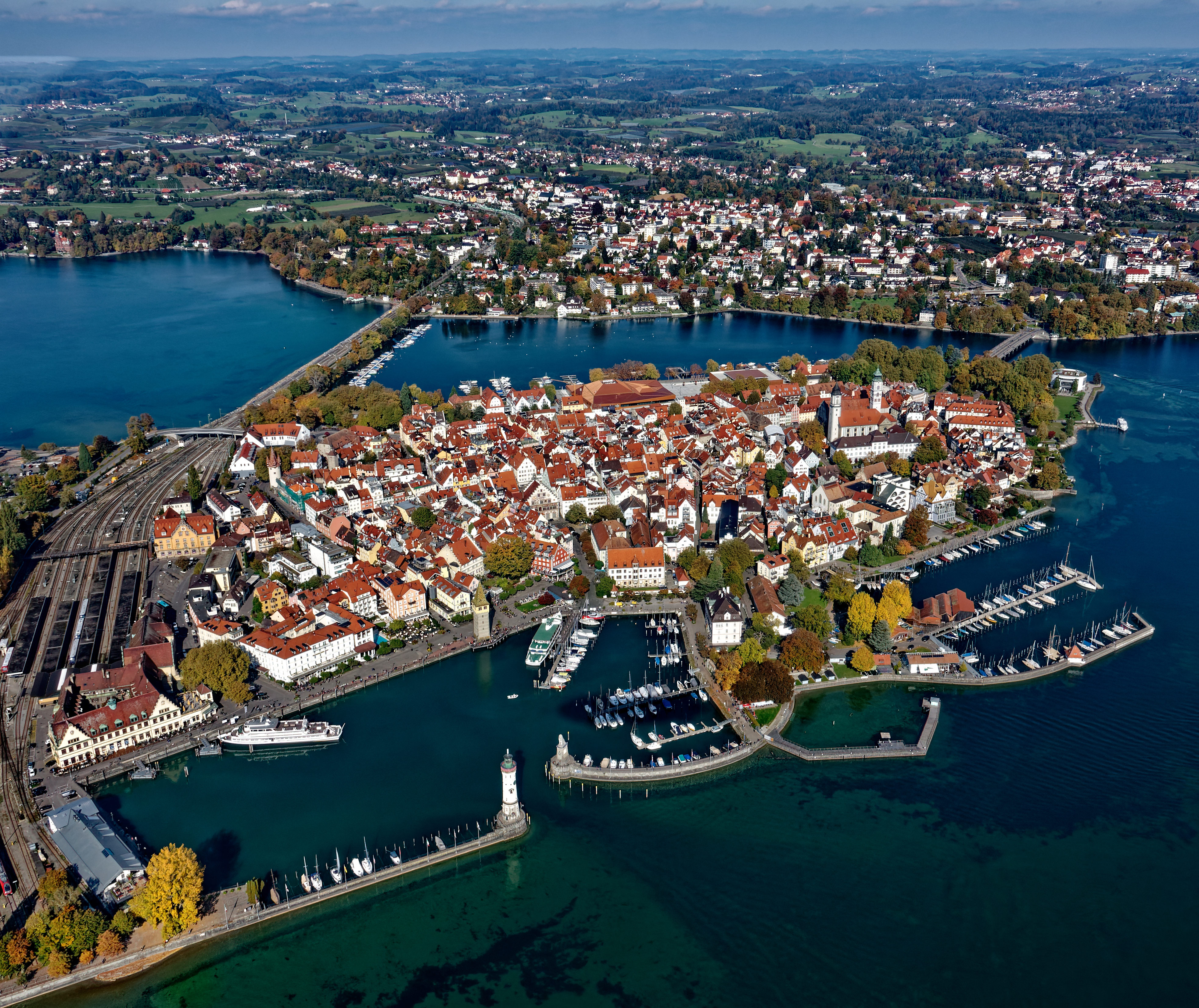
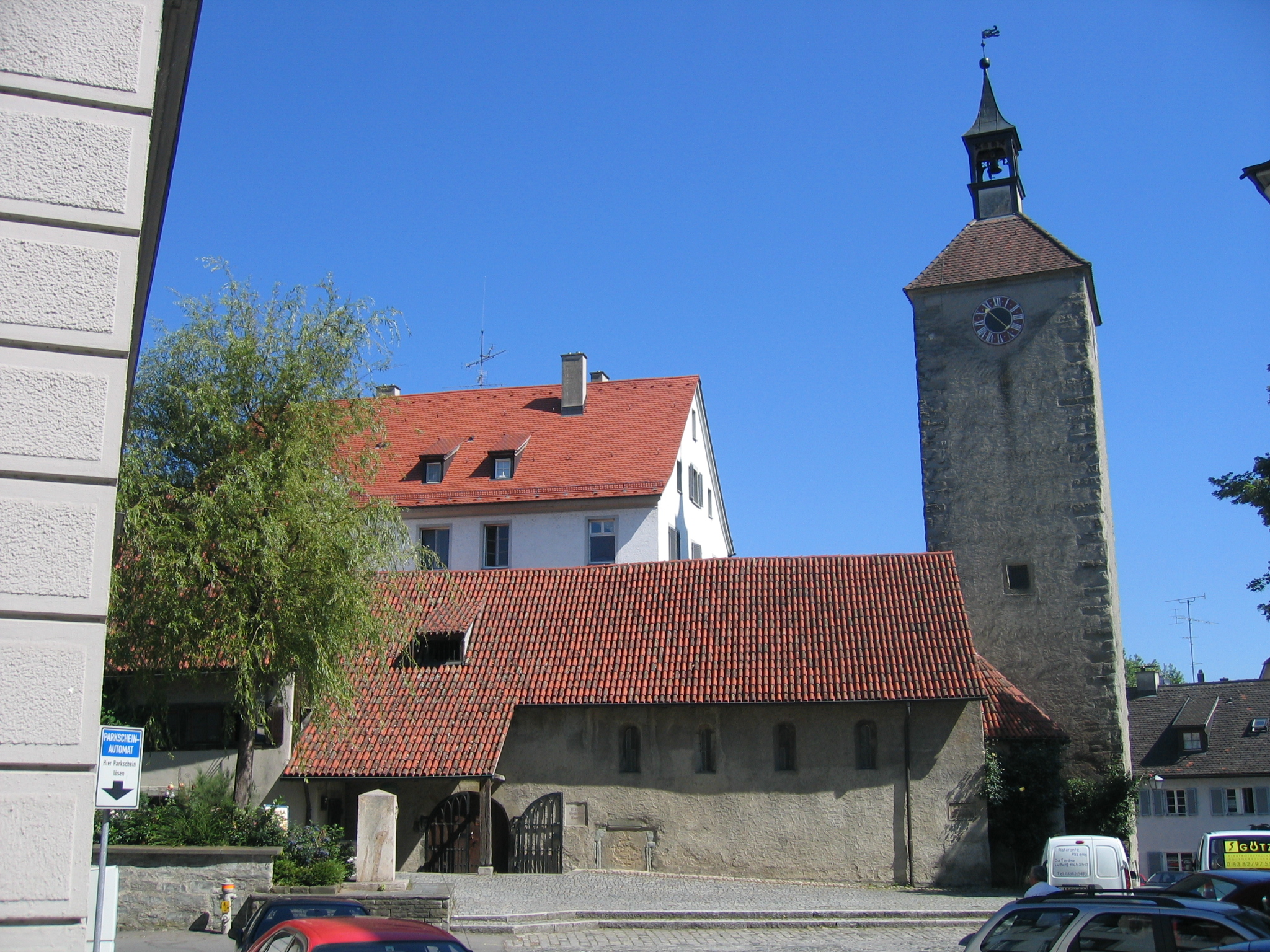
Петерскірхе (Церква Св. Петра)
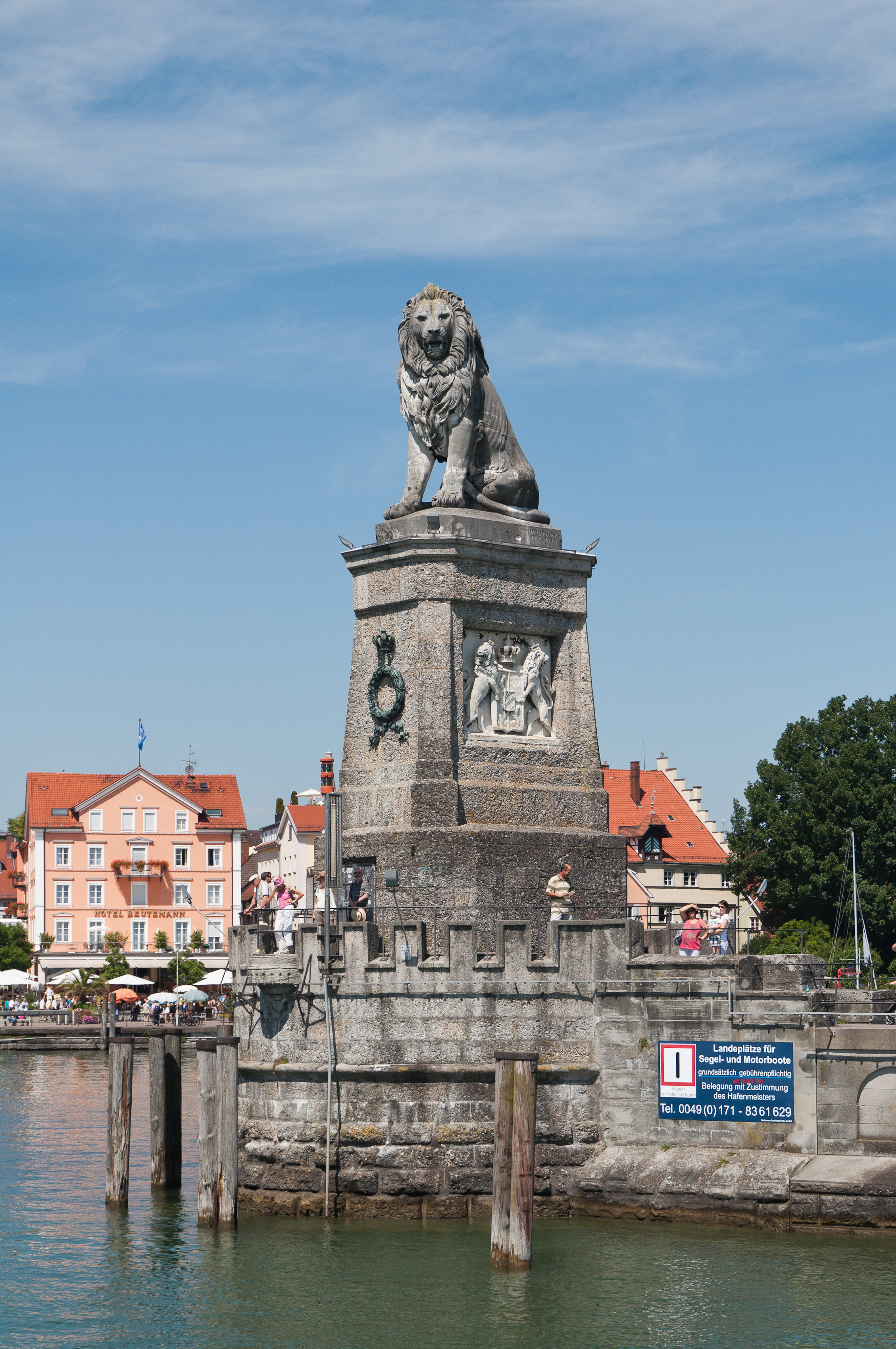
Баварський лев на вході до порту Ліндау

## Міста-побратими
- Шель, Франція
- Райтнау, Швейцарія
- Ліндау, Саксонія-Ангальт, Німеччина (частина міста Цербст з 2010 року)
- Серпухов, Росія

## Уродженці
- Кріста Неєр (* 1947) — німецька художниця.